# Constantijn VII Porphyrogennetos
Constantijn VII Porphyrogennetos (de in het purper geborene) (Grieks: Κωνσταντίνος Ζ΄ Πορφυρογέννητος, Kōnstantinos VII Porphyrogennētos) (905 - 9 november 959) was van 913 tot 959 keizer van het Byzantijnse Rijk.
Tussen 914 en 919 regeerde zijn moeder Zoë Karbonopsina, daarna pleegde admiraal Romanos Lekapenos een staatsgreep en dwong Constantijn te trouwen met zijn dochter Helena Lekapena. Romanos werd op zijn beurt afgezet door diens zoons Stephanos en Constantijn (VIII) in 944. Gesteund door het volk werd hij in 945  zelf keizer en zond hij zijn rivalen in ballingschap.
Constantijn was eerder een geleerde dan een heerser. Hij liet veel staatszaken aan zijn veel ambitieuzere vrouw Helena Lekapena over en wijdde zich aan de studie van het roemrijke verleden. Hij schreef zelf een aantal uitstekende historische verhandelingen en stimuleerde allerlei intellectuele activiteiten in zijn hoofdstad. Zijn interesse was eerder encyclopedisch dan creatief, maar het Byzantijnse onderwijs had veel aan hem te danken. Bekend is zijn De Administrando Imperio, een handboek over politiek voor zijn zoon en opvolger Romanos II.

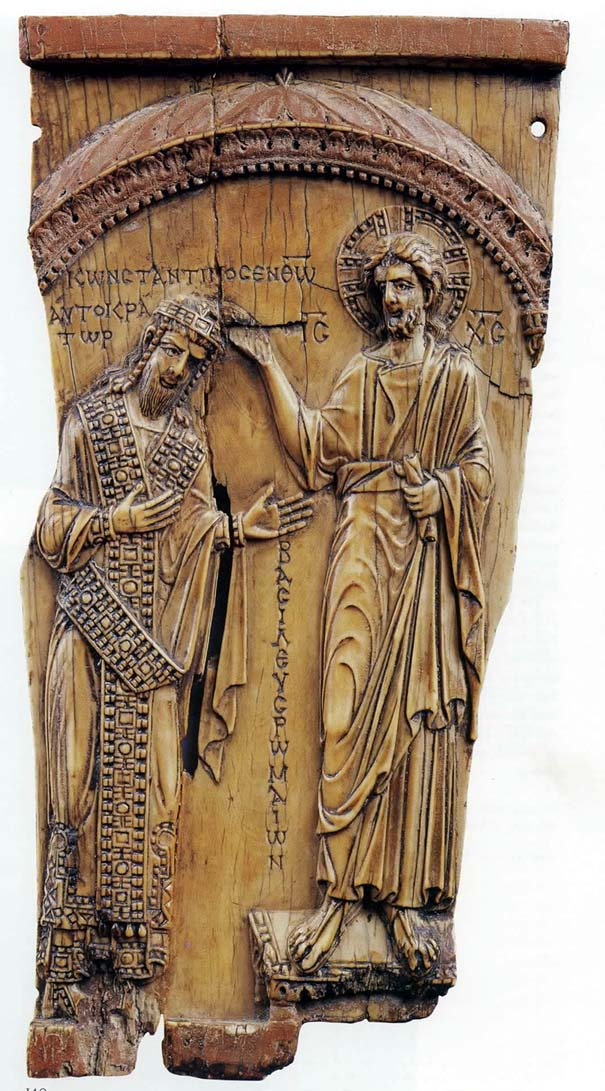
Constantijn VII door Christus gekroond (945).

Hij kondigde in 947 een wet af die de boeren beschermde tegen machthebbers die hun hun land afpakten. Ook het bezit van soldaten werd geregeld.
Aan de noordgrens met Bulgarije heerste vrede, al moesten de Magyaren een aantal keren geweerd worden. Byzantium kon zich voornamelijk op de Arabieren concentreren, hoewel Constantijn daar weinig blijvende resultaten bereikte, voor een deel door grove fouten van zijn generaal Gongylas..
Het Byzantijnse hof onderhield in zijn tijd bijzonder levendige diplomatieke betrekkingen met een groot aantal andere regeringen, zoals met de Kalief Abd al-Rahman III in Córdoba in Spanje, verschillende onderling vijandige Arabische staten en Otto de Grote. In 957 liet de Russische prinses Olga van Kiev zich in Constantinopel dopen, waarbij ze de naam Helena aannam. Zij was de eerste heerser van het Kievse Rijk die overging naar het christendom en haar bezoek aan de keizer legde de grondslag voor bijzonder goede betrekkingen met de groeiende macht in het voorheen zo barbaarse noorden.
Constantijn stierf op 9 november 959 en liet de troon na aan zijn zoon Romanos II.
- Bibsys: 90640193
- Biblioteca Nacional de España: XX1231708
- Bibliothèque nationale de France: cb12349759j (data)
- Catàleg d'autoritats de noms i títols de Catalunya: 981058594884406706
- CiNii: DA04547767
- Gemeinsame Normdatei: 119022397
- International Standard Name Identifier: 0000 0001 2099 2009
- Library of Congress Control Number: n82154652
- Nationale Bibliotheek van Letland: 000202907
- Nationale Bibliotheek van Tsjechië: js2010592529
- Nationale Bibliotheek van Israël: 987007259794305171
- Nationale Bibliotheek van Polen: a0000001279513
- Nationale en Universitaire bibliotheek Zagreb: 000043597
- Nederlandse Thesaurus van Auteursnamen: 068807376
- Réseau des bibliothèques de Suisse occidentale: 02-A000043760
- Istituto Centrale per il Catalogo Unico: CFIV033287
- LIBRIS: 192447
- Système universitaire de documentation: 032474482
- Union List of Artist Names: 500373130
- Virtual International Authority File: 13108540
- WorldCat: E39PBJdWQ3rGkMFKxH8mRBhyh3